# Salvia aegyptiaca
Salvia aegyptiaca es una especie de planta herbácea perteneciente a la familia de las lamiáceas. Es originaria de Macaronesia hasta la India.

## Descripción
Es una pequeña planta con hojas lanceoladas y dentadas y cuyas inflorescencias son panículas con pequeñas flores de color violáceo pálido. 

## Distribución
Se distribuye por Macaronesia, Norte de África y se extiende hasta la India.

## Farmacognosia
Salvia aegyptiaca ha sido estudiada debido a su uso en medicina tradicional para tratar diarrea, gonorrea y hemorroides, además de que ha sido utilizada como demulcente, antispasmódico, cicatrizante, antiséptico y estomáquico. Sus extractos no polares han sido probados para actividad antimicrobiana y han mostrado efecto inhibitorio sobre microorganismos tales como Bacillus subtilis, Pseudomonas aeruginosa, Candida albicans y Staphylococcus aureus.
Se han aislado compuestos terpénicos de esta especie tales como 6-metilcriptoacetálido, egiptinonas A y B, 6-metil-epicriptoacetálido y 6-metilcriptotanshinona.

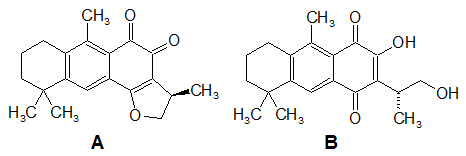
Egiptinonas

## Taxonomía
Salvia aegyptiaca fue descrita por  Pierre Edmond Boissier y publicado en Elenchus Plantarum Novarum 72. 1838.
Etimología
Ver: Salvia
aegyptiaca: epíteto geográfico que alude a su  localización en Egipto. 
Citología
Número de cromosomas de Salvia candelabrum (Fam. Labiatae) y táxones infraespecíficos: 2n=14+(0-2B)
Sinonimia
- Pleudia aegyptiaca (L.) Raf., Fl. Tellur. 3: 94 (1837).
- Melissa perennis Forssk., Fl. Aegypt.-Arab.: 108 (1775).
- Salvia arida Salisb., Prodr. Stirp. Chap. Allerton: 73 (1796).
- Thymus hirtus Viv., Fl. Libyc. Spec.: 30 (1824), nom. illeg.
- Thymus syrticus Spreng., Syst. Veg. 2: 697 (1825).
- Salvia pumila Benth., Labiat. Gen. Spec.: 726 (1835).
- Salvia gabrieli Rech.f., Bot. Jahrb. Syst. 71: 538 (1941).[5][6]

## Nombres comúunes
- "conservilla o salvia menuda".